# The Invisible Power (film, 1914)
Pour les articles homonymes, voir The Invisible Power.
The Invisible Power est un film muet américain réalisé par George Melford et sorti en 1914.

## Synopsis
Le major Dean a la capacité de faire plier à sa volonté ses interlocuteurs grâce à la pensée-suggestion...

## Fiche technique
- Titre : The Invisible Power
- Réalisation : George Melford
- Production : Kalem Company
- Distribution : General Film Company
- Genre : Film dramatique
- Date de sortie :
  - États-Unis : 1er novembre 1914

## Distribution
- Thomas Gillette : le chauffeur de taxi
- James W. Horne : le pianiste
- Paul Hurst : Lorenzo
- Frank Jonasson : Sergent Whitney
- Cleo Ridgely : Mabel Whitney
- William H. West : Major Dean
- Jane Wolfe : Mrs Dean